# Lichtenstein (Zwickau)
Lichtenstein (pronunciación en alemán: /ˈlɪçtn̩ˌʃtaɪ̯n/ⓘ) es un municipio situado en el distrito de Zwickau, en el estado federado de Sajonia (Alemania), a una altitud de 340 metros. Su población a finales de 2016 era de unos 11 500 habitantes y su densidad poblacional, 450 hab/km².